# Otto Müller (Richter)
Otto Müller (* 21. September 1878 in Berlinchen, Landkreis Soldin; † nach 1945) war ein Senatspräsident beim Reichsgericht.

## Leben
Der Sohn eines Stadtkämmerers studierte unter anderem in Jena und legte die juristischen Staatsprüfungen 1900 und 1906 mit „ausreichend“ ab. Während seines Studiums wurde er 1896 Mitglied der Landsmannschaft Suevia Jena; er war auch Mitglied der Landsmannschaft Prussia Königsberg. Nach seinem Studium wurde er Gerichtsassessor. 1909 ernannte man ihn zum Amtsrichter in Labiau. Am Ersten Weltkrieg nahm er als Unteroffizier teil. Am 1. Oktober 1918 wurde er zum Landrichter in Königsberg befördert. 1921 folgte die Beförderung zum Oberlandesgerichtsrat in Königsberg. Am 1. April 1930 wurde er als Hilfsrichter an das Reichsgericht berufen. Zum Reichsgerichtsrat wurde er am 1. November 1931 befördert. Er war anfangs im III. Strafsenat und wurde am 1. Mai 1938 Senatspräsident des IV. Strafsenats. 1945 war er Senatspräsident des II. Strafsenats. 
Am 29. November 1937 beantragte er die Aufnahme in die NSDAP und wurde rückwirkend zum 1. Mai desselben Jahres aufgenommen (Mitgliedsnummer 5.335.326). Am 20. April 1938 erhielt er das Goldene Treudienst-Ehrenzeichen.